# Carol Bowmanová
Carol Bowmanová (* 14. října 1950) je americká spisovatelka, regresní terapeutka a výzkumnice spontánních vzpomínek na minulé životy (Cases of Reincarnation type – CORT). Je známá především svými knihami Children’s Past Lives (Bantam, 1997) a Return from Heaven (HarperCollins, 2001). Je držitelkou magisterského titulu v oblasti poradenství.
Na rozdíl od dalších výzkumníků případů reinkarnačního typu (především Iana Stevensona) považuje za legitimní metodu i hypnotickou regresi (která jí údajně pomohla od chronických problémů s dýcháním, když si u terapeuta Normana Inge vybavila smrt v plynové komoře za druhé světové války). Na výzkumu reinkarnace však se Stevensonem spolupracovala, označuje ho za svého mentora, především v oblasti výzkumu fenoménu spontánních vzpomínek na minulé životy.

## Osobní život
Žije ve městě Media v Pensylvánii se svým manželem Stevem. Má dvě děti, Sarah a Chase, u kterých se podle jejích slov objevily spontánní vzpomínky na minulé životy (o kterých je pojednáváno v knize Children’s past lives).

## Výzkum reinkarnace
Carol Bowmanovou k tématu reinkarnace podle jejích vlastních slov dostaly její děti, Chase a Sarah, když se u nich objevily spontánní vzpomínky na minulý život a korespondující změny v chování. Chase trpěl fobií z hlasitých zvuků, které spustil zvuk ohňostroje. Později začal vyprávět (s pomocí regresního terapeuta Normana Inge, byť bez hypnózy) o životě černošského vojáka Unie za Americké občanské války, který zahynul v boji. Sarah zase popisovala smrt v plamenech v 19. století. Oba tyto případy jsou neobvyklé především dlouhou dobou mezi smrtí předchozí osoby a narozením. Podle Iana Stevensona a Jima Tuckera je totiž obvyklá prodleva u podobných případů v řádu měsíců či jednotek let (průměr 4 roky, medián 16 měsíců). I díky této velké prodlevě tak nebyly tyto případy potvrzeny, tedy nebyla dohledána předchozí osoba..
O případech svých dětí a o dalších pojednávala ve své knize Children’s past lives. Její druhá kniha, Return from Heaven, byla specificky zaměřena na případy reinkarnace do jedné rodiny. Nepublikovala však žádné akademické články, na rozdíl například od Iana Stevensona či Jima Tuckera.
Získala velkou mediální pozornost, objevila se například v pořadech Oprah Winfreyové, Good Morning America, ABC Primetine či na kanálech BBC a Discovery Channel, často i s Chasem a Sarah.
Též provozuje stránku Reincarnation Forum, určenou mimo jiné ke sdílení zpráv o vzpomínkách na minulé životy či poradenství v této věci.

## Společné znaky případů reinkarnačního typu podle Bowmanové[8]
- Věcný tón – Na rozdíl od dětských fantazií bývají tyto vzpomínky sdělovány velmi věcným tónem a jakoby mimochodem. Například při hře nebo při jízdě autem.
- Konzistentnost – Opakovaně sdělované informace doznají jen minima změn, ať už v rámci měsíců či dokonce let. Tím se výrazně odlišují od fantazií.
- Znalosti neodpovídající zkušenostem – Mluvení o věcech, se kterými se dítě ještě nesetkalo ani jim nebylo vystaveno formou médií. Příkladem může být například popis denní rutiny námořníka a typů plachet na lodích.
- Korespondující chování a rysy – Fóbie, návyky, chování apod. související s popisovaným životem. Mohou být i fyzického charakteru, například mateřská znaménka, vrozené vady či chronické problémy na části těla, o jejímž zranění (ať už smrtícím či ne) dítě mluvilo.

## Kritika
Přestože její kniha Children's past lives obdržela pozitivní hodnocení od Publishers Weekly, byla tvrdě kritizována akademikem, spisovatelem a skeptikem Robertem Toddem Carrollem, který ji označil za "svědectví o ignorování vědy, naivitě a zbožných přáních".